# Sant Pere Sallavinera
Sant Pere Sallavinera är en kommun i Spanien.   Den ligger i provinsen Província de Barcelona och regionen Katalonien, i den östra delen av landet, 500 km öster om huvudstaden Madrid. Antalet invånare är 163. Arean är 22,0 kvadratkilometer. Sant Pere Sallavinera gränsar till Aguilar de Segarra, La Molsosa, Sant Mateu de Bages, Els Prats de Rei, Calaf och Calonge de Segarra. 
Terrängen i Sant Pere Sallavinera är kuperad åt nordost, men åt sydväst är den platt.